# 安杰伊·雅罗西克
安杰伊·雅罗西克（波蘭語：Andrzej Jarosik，1944年11月26日—），波兰男子足球运动员，司职前锋。他曾入选1972年夏季奥林匹克运动会足球比赛波兰国奥队替补名单，并未上场参赛。